# 哈勃南天深空

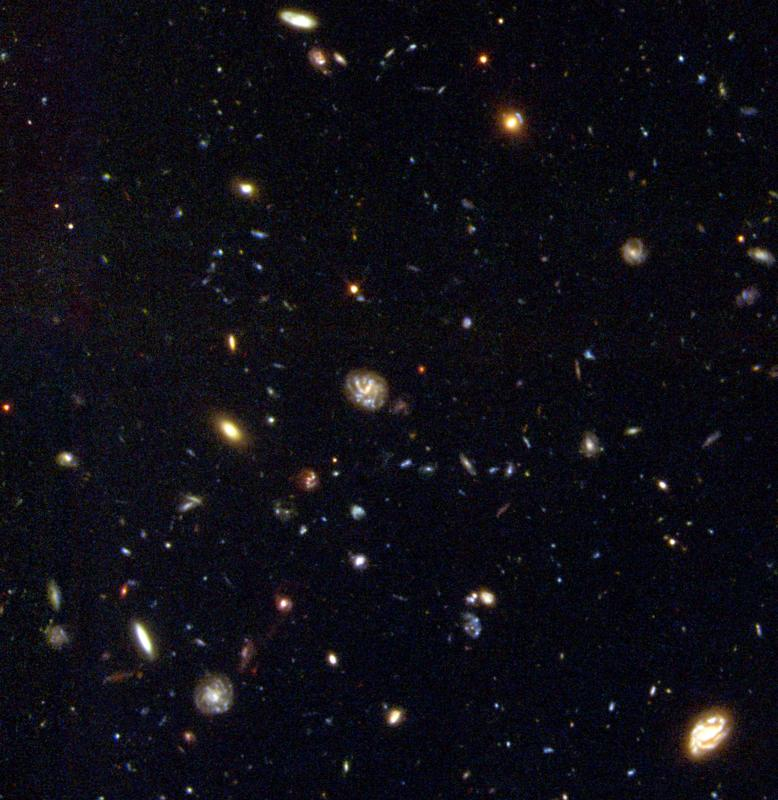
哈伯南天深空

哈伯南天深空（英語：Hubble Deep Field South）是使用哈伯太空望遠鏡的第二代廣域和行星照相機在1998年9月和10月間的數百張單張影像疊加合成的。它遵循了哈伯深空對極端遙遠的星系在早期的演化獲得重大成就的模式，使用第二代廣域和行星照相機，配合太空望遠鏡影像攝譜儀（STIS）和近紅外線照相機和多目標分光儀（NICMOS）拍攝了深遠的光學影像。

## 計畫
在獲得南半球遙遠宇宙的另一個深遠光學影像，以與曾經在北半球進行過的，選擇相似的哈伯深空比較的理論基礎下，與原來的哈伯深空（以後用HDF-N表示）相似，目標區域選在遠離銀河盤面和核心的空間，那兒有許多被遮蔽的天體，而只有少量屬於銀河系的天體。而且位於哈伯太空望遠鏡在繞行地球時，不會被地球或月球遮蔽，而可以連續觀測的天區（CVZ）。這個被選中的區域位在杜鵑座，赤經22h32m56.22s，赤緯-60°33'02.69"處  （页面存档备份，存于）。
這個區域在1997年曾經被簡略的觀測過，以選出適當導星，讓哈伯太空望遠鏡在正式觀測時能有準確的指向。

## 觀測
哈伯南天深空的觀測策略和哈伯深空相似，使用第二代廣域和行星照相機，還有相同濾鏡（獨立的300、450、606和814奈米的波長）與曝光時間組合。採用和哈伯深空相同的影像处理技術，也就是著名的'drizzling'，在每次曝光時望遠鏡的指向都做了些微移動，這樣當影像在疊加時，以熟練的技術就可以達到比任何其它方法所得到的更高角解析力。哈伯南天深空最後完成的影像每畫素對應的值是0.0398弧秒。

## 哈伯南天深空的內容
宇宙論原則闡明在大尺度上宇宙是均質和各向同性的，這意味著向任何方向觀察結果都是一樣的。在預測中的哈伯南天深空應該非常類似哈伯深空，結果也是如此，確實看見哈伯南天深空顯示出與哈伯深空相似的星系型態和顏色。
和哈伯深空不同的一點是，哈伯南天深空有一個已知紅移為2.24的類星體。這使得在相同的區域內可以同時分析與地球的距離相似的星系和類星體。

## 科學成果
和哈伯深空相似，哈伯南天深空也為宇宙學提供了豐富的素材。對哈伯南天深空的許多研究都證實了在哈伯深空中的發現，例如在整個宇宙生命中恆星形成的比率。哈伯南天深空廣泛的被用於星系演化，包括內部的程序和與其他星系的遭遇。

## 外部連結
- STScI HDF-S information page
- ESA/Hubble（页面存档备份，存于）
- All images of Hubble-ESA（页面存档备份，存于）